# Alonso de Vargas (religiós)
Alonso de Vargas   (Madrid, segle XVI - Múrcia, 16 de gener de 1625) va ser un religiós franciscà i escriptor castellà.
Considerat natural de Madrid per Álvarez. Va ser custodi, definidor general i provincial de l'orde de Sant Francesc a la província de Cartagena entre 1601 i 1618. Després de tornar d'un viatge a Roma el 1601, va portar amb ell la devoció pel Via Crucis, afavorint un auge per la Passió de Crist, especialment arran de l'erecció d'un itinerari passionista amb catorze estacions en les parets del claustre, al convent de Santa Catalina del Monte, i que després va estendre's per altres convents franciscans arreu de la monarquia. També va promoure l'exercici pietós recordant els dolors de la Verge Maria, que va promoure l'organització de confraries i germandats en honor a Jesús dolorós i a les Mares de Déu dels Dolors, de les Angoixes i de la Soledat.
Altrament, va destacar en les lletres escrivint Relación de las Vidas y triundos de los gloriosos Mártires San Sixto Papa II de este nombre, San Innocencio, y Santa Flora Virgen y San Dionisio, cuyas reliquias traidas de Roma se reverenciaran en el altar mayor de Nuestra Señora de las Huertas, que el rey Alfonso el Sabio colocó en la ciudad de Lorca, imprès a Múrcia el 1624, i Historia de nuestra Señora de las Huertas, imprès a Granada el 1625, sobre la verge venerada en el convent de franciscans recol·lectes dels afores de Lorca, que, tanmateix, no va arribar a gaudir, perquè va morir el 16 de gener del mateix any al convent de Sant Francesc de Múrcia.